# Universität Neukaledonien
Die Universität Neukaledonien (französisch Université de la Nouvelle-Calédonie) ist eine Universität in Nouméa im französischen Überseegebiet Neukaledonien.

## Geschichte
Die Universität wurde 1987 als Französische Universität des Pazifik (mit zwei Zentren, nämlich in Neukaledonien und in Französisch-Polynesien), gegründet. Diese Zusammenfassung geographisch weit entfernter Standorte wurde im Jahr 1999 aufgegeben, die Französische Universität des Pazifik wurde aufgelöst und die beiden Hochschulzentren wurden als Universität Neukaledonien und als Universität Französisch-Polynesien selbständig. 2012 wurde ein großer Universitätskomplex auf der Insel Nouville eröffnet, der die zuvor auf mehrere Standorte verteilten Campus vereinigte. Die für die Pazifikspiele 2011 gebauten Anlagen, darunter ein Wohnheim für 500 Studenten, wurden anschließend der Universität übergeben. 2015 wurde ein neues Lehrerausbildungszentrum mit Masterstudiengängen eingerichtet und das Universitäre Technologieinstitut (IUT) eröffnet. Seit dem Studienjahr 2023 wird das Mensaessen dreimal täglich aufgrund der stark gestiegenen Lebensmittelpreise an alle neukaledonischen Studenten kostenlos ausgegeben.

## Gliederung
Es gibt drei Abteilungen:
- Recht und Wirtschaft
- Literatur-, Sprach- und Humanwissenschaften
- Naturwissenschaften und Technik

## Bilder

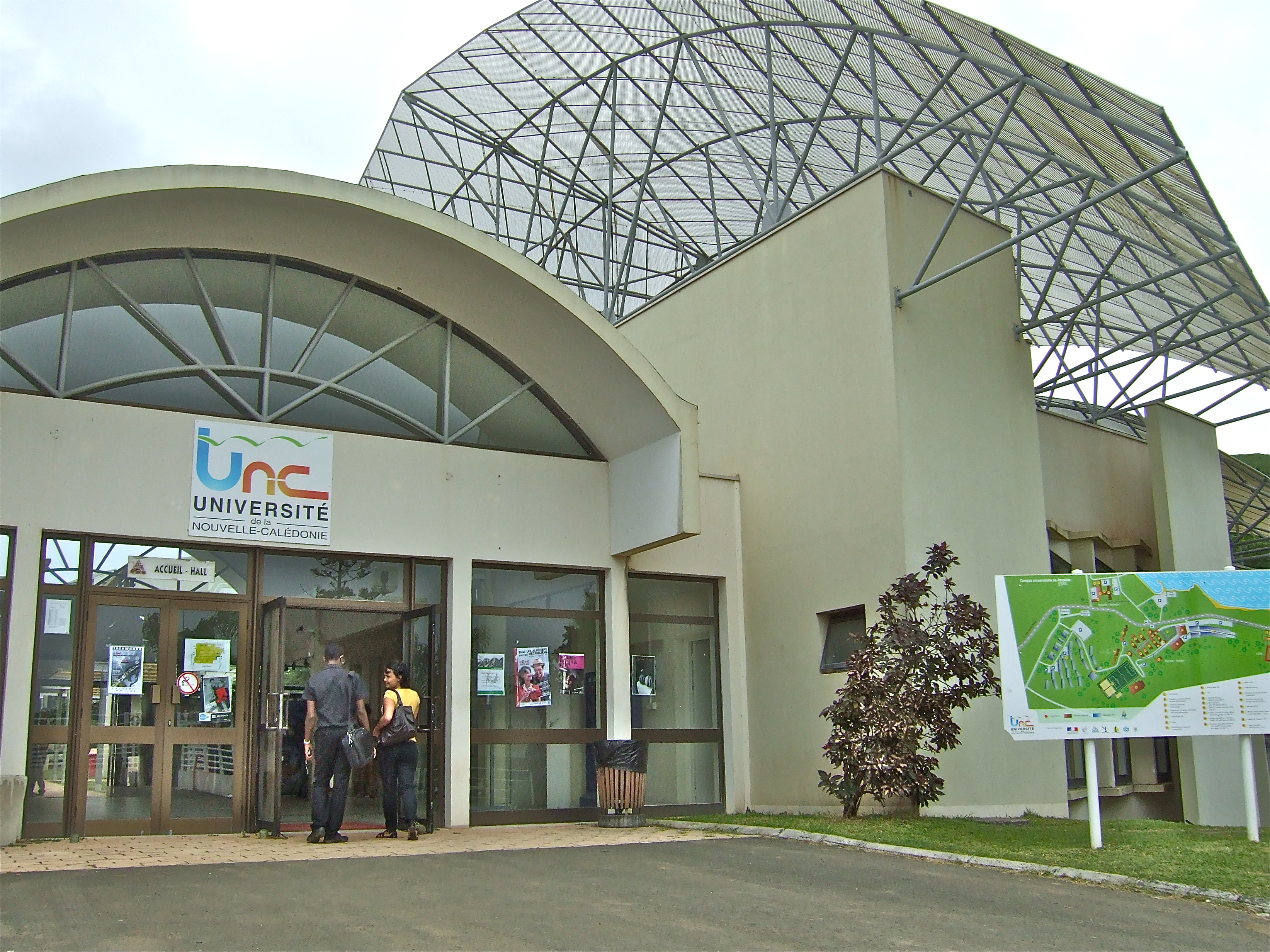
Haupteingang Nouville-Campus
Nouville-Campus
Sportstätte
Verwaltungsgebäude
Studentenwohnheim